# كاستروبونس
كاستروبونس (بالإسبانية: Castroponce)‏ هي بلدية تقع في مقاطعة بلد الوليد، قشتالة وليون، إسبانيا. وفقًا لتعداد عام 2004 (المعهد الوطني للإحصائيات)، يبلغ عدد سكان البلدية 173 نسمة.